# Peter Arno
Peter Arno (New York, 8 gennaio 1904 – Port Chester, 22 febbraio 1968) è stato un illustratore statunitense ricordato per le sue illustrazioni realizzate per The New Yorker.

## Biografia

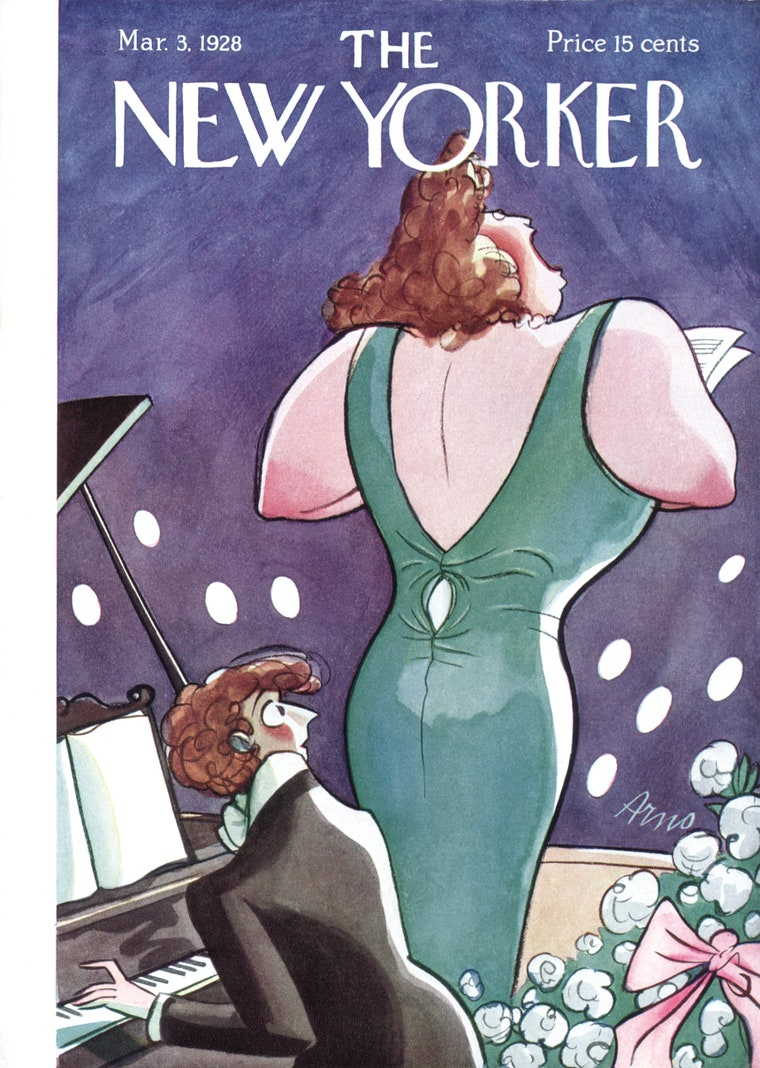
Copertina del The New Yorker realizzata da Peter Arno (3 marzo 1928)

Arno nacque l'8 gennaio 1904 a New York. Suo padre era Curtis Arnoux Peters, un giudice della corte suprema dello stato di New York. Arno studiò alla Hotchkiss School e l'Università Yale, realizzando, con lo pseudonimo "Peters", le illustrazioni della rivista umoristica studentesca The Yale Record. Suonava anche il pianoforte, il banjo e la fisarmonica negli Yale Collegians, un gruppo jazz da lui fondato.
Dopo essere stato per un anno all'università Yale, Arno tornò a New York lavorando come illustratore per l'azienda cinematografica Chadwick Films. Divenne poi membro del The New Yorker nel 1925, anno di fondazione dello stesso, rimanendone membro fino al 1968. Le sue illustrazioni realizzate per il New Yorker, raffiguranti la società nuovaiorchese in un'ottica umoristica, contribuirono a far guadagnare ad esso la fama di periodico umoristico. Oltre a trarre ispirazione dalla metropoli americana, Arno era ispirato a situazioni da lui vissute in prima persona durante i suoi viaggi.
Nel 1927 sposò Lois Long dalla quale divorziò tre anni dopo. Nel 1935 passò a nuove nozze con Mary Livingston, ma anche questo matrimonio si concluse con divorzio, nel 1939.
Arno morì nel 1968 a causa di un enfisema.